# Slovní čtverec
Slovní čtverec je slovní hříčka, kdy je několik slov stejné délky vepsáno do čtverce, v němž v řádcích i sloupcích vznikne totéž slovo.
Zde jsou příklady čtverců slov v češtině:
| K T E R O U |
| T U P O S T |
| E P I G O N |
| R O G A L U |
| O S O L I L |
| U T N U L A |

| P O D L E |
| O B R A T |
| D R A L I |
| L A L O K |
| E T I K A |

Palindromický čtverec slova lze číst v libovolném směru (vpravo, vlevo, nahoře, dole), ale toto není nezbytná vlastnost čtverců slov:
| T O K E M |
| O P A T E |
| K A J A K |
| E T A P O |
| M E K O T |

## Jiné slovní čtverce
Čtverce slov byly vytvořeny v mnoha jazycích. Největší čtverce slov měří 11×11 a byly vytvořeny v latině.

### Francouzština[2]
| P A C T I S E N T |
| A C H E M I N E R |
| C H A R M E R A I |
| T E R R I G E N E |
| I M M I N E N T S |
| S I E G E R A I T |
| E N R E N A S S E |
| N E A N T I S E R |
| T R I E S T E R S |

### Angličtina
| N E C E S S I S M |
| E X I S T E N C E |
| C I R C U M F E R |
| E S C A R P I N G |
| S T U R N I D A E |
| S E M P I T E R N |
| I N F I D E L I C |
| S C E N A R I Z E |
| M E R G E N C E S |

### Italština[3]
| A C C O S T O |
| C I A S C U N |
| C A M P A T O |
| O S P I T E R |
| S C A T O L A |
| T U T E L E R |
| O N O R A R E |

### Nizozemština[4]
| R A S K A K K E R S |
| A N T A L I A N E N |
| S T A M L E N G T E |
| K A M E E L G E E L |
| A L L E R D O L S T |
| K I E L D I E P T E |
| K A N G O E R O E S |
| E N G E L P O O R T |
| R E T E S T E R K E |
| S N E L T E S T E N |

### Chorvatština
| Š E Š I R |
| E L I D I |
| Š I R I Š |
| I D I L E |
| R I Š E Š |

## Slovní čtverec sator
Nejznámějším slovním čtvercem je malý palindromický latinský čtverec sator:
| S A T O R |
| A R E P O |
| T E N E T |
| O P E R A |
| R O T A S |

### Překlad
- Sator – sázeč, rozsévač
- Arepo – není to latinské slovo, ale zpravidla překládáno jako jméno, Arepo
- Tenet – držet, vlastnit, zachovat, ovládnout, dogma (3. os. sg. od slovesa tenere)
- Opera – práce, dřina, péče
- Rotas – kola, toč

Větu lze tedy přeložit např.: Rozsévač Arepo drží s námahou kola; volněji Rozsévač Arepo pracuje s pluhem.

### Užití
- V latinském světě byl čtverec sator znám už ve starověku, jeden z nejstarších nálezů pochází z trosek města Herculaneum.
- Čtverec sator i jiné slovní čtverce byly často užívány k magickým praktikám. Lidé například věřili, že pokud v domě spálí papírek, na němž je napsán čtverec sator, ochrání to stavení před požárem.